# Sannou
Sannou (Sannoun) est une ville de Guinée et une sous-préfecture de la préfecture de Labé.

## Population
En 2016, la localité comptait 21 862 habitants.